# 橈骨

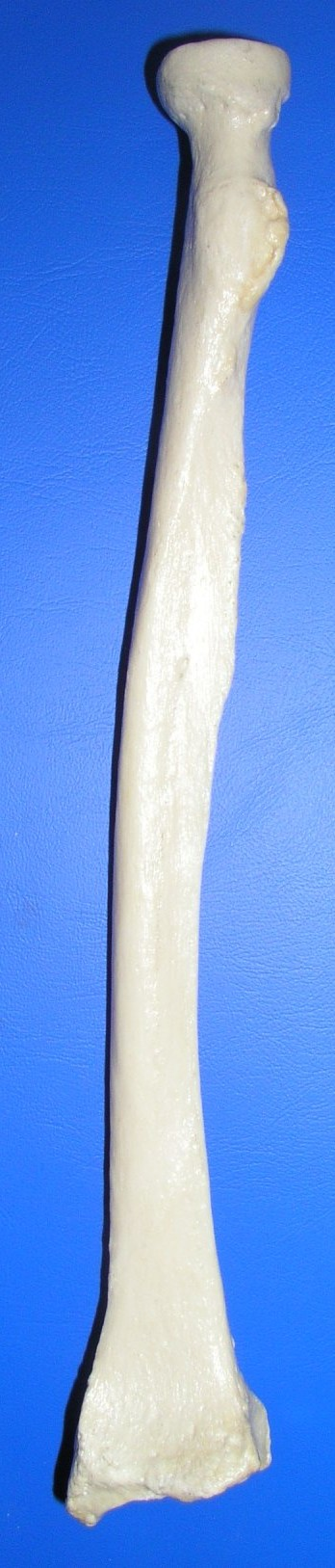
前面から見た橈骨

橈骨（𣓤骨、とうこつ、英語: radial bone、ラテン語: radius, (複) radii）とは、四肢動物の前肢を構成する骨であり、前腕の二本の長い骨のうちの一つである。
断面は角柱状の形状を取り、尺骨と平行に並んで存在している。橈骨と尺骨の大きさや長さを比較すると、橈骨の方がやや小さく短い。解剖学的正位（腕を体の脇に下げ、掌の表側を前に向けた位置）において、体から離れた外側（がいそく）側に位置し、親指の側にあるのが橈骨である。
前腕および手の橈骨側を橈側（𣓤側、とうそく）という。同部位に対しては医学用語の外側（がいそく）が日常語の内側（うちがわ）に当たり、紛らわしい。橈側の反対側を尺側（しゃくそく）と呼ぶ。

## 構造
ヒトの橈骨は、左右の前腕に1本ずつ存在しており、尺骨とともに前腕構造を支持し、髄腔の存在する管状骨、すなわち長骨に分類される。
近位端は馬蹄のような細長い構造をしており橈骨頭（𣓤骨頭、とうこつとう）と言い、遠位端に移行するに従って広く太くなる。
- 橈骨

## 橈骨と関節する骨
近位端は上腕骨と腕撓関節を形成し、尺骨と上橈尺関節（肘関節の一部）を形成する。遠位端も尺骨と下橈尺関節を形成し、舟状骨および月状骨、三角骨と橈骨手根関節（手関節の一部）を形成する。

## 橈骨に接着する筋肉
| 筋肉               | 方向性 | 接着面         |
| 円回内筋           | 停止   | 回内筋粗面     |
| 回外筋             | 停止   | 橈骨下端の前面 |
| 上腕二頭筋         | 停止   |                |
| 方形回内筋         | 停止   |                |
| 腕橈骨筋           | 停止   |                |
| 浅指屈筋（橈骨頭） | 起始   |                |
| 短母指伸筋         | 起始   |                |
| 長母指外転筋       | 起始   |                |
| 長母指屈筋         | 起始   |                |

## 語源

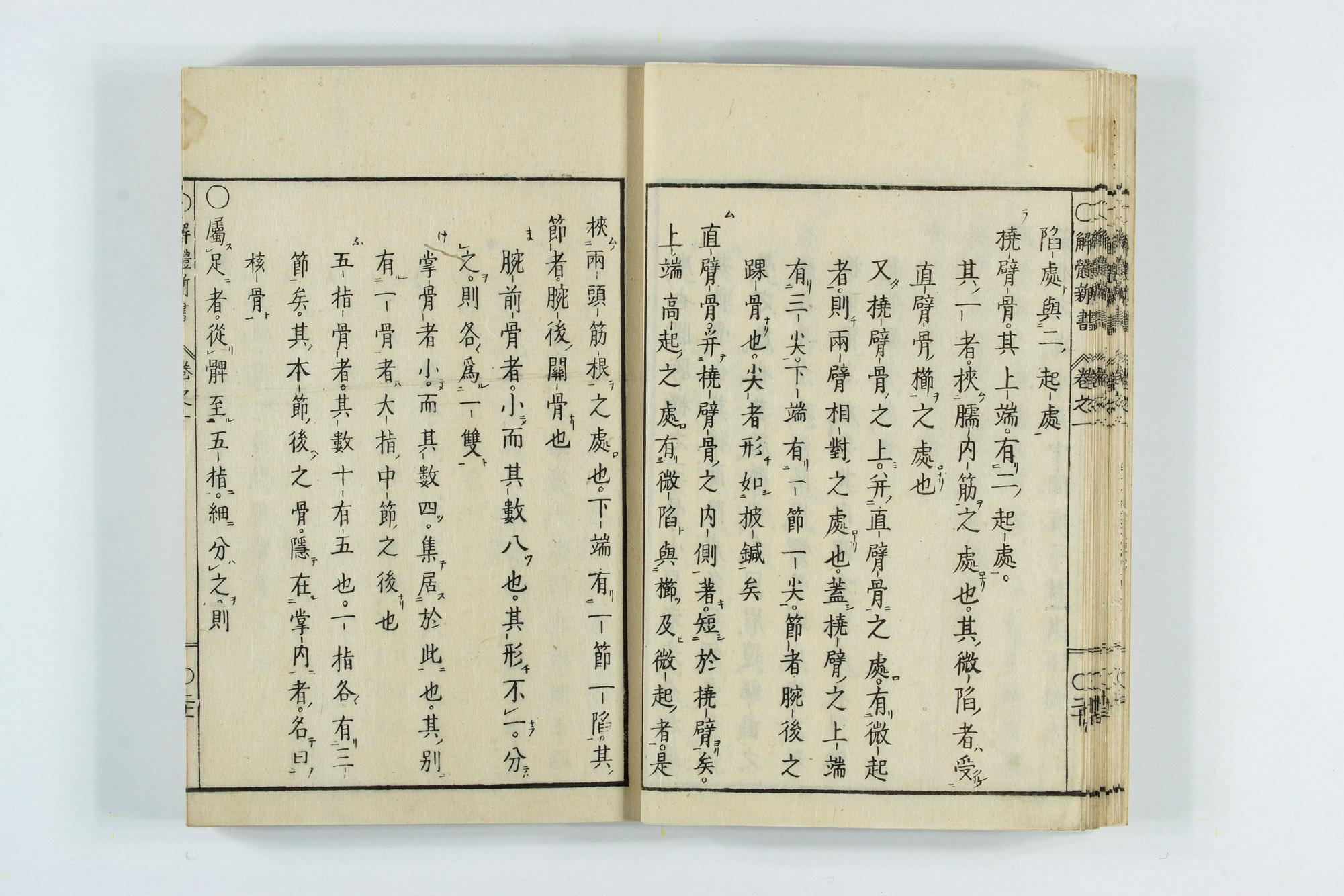
解体新書巻之一に記載された「橈臂骨」及び「直臂骨」の説明

英語など欧州諸語で使用されている radius は、もともとラテン語で「光線の放射」「棒、杖」「車輪の輻（スポーク）」という意味である。
古い中国医学では、清代の『医宗金鑑』に（現在で言う）尺骨とまとめて「臂骨」と言われ、狭義では尺骨を「臂骨」（つまり総称と区別しない）と、橈骨を「輔骨」（俗に纏骨）と呼んだ。
橈骨は「撓（たわ）んだ」形の骨の意で、杉田玄白が『解体新書』で橈骨を「橈臂骨」と、尺骨を「直臂骨」と訳したのが始まりである
。ただし、『解体新書』の原文では「橈臂骨、其上端有二起処。其一者、挟臑内筋之処也。其微陥者、受直臂骨櫛之処也」とあり、橈臂骨の上端には臑内筋（上腕筋？）を挟む部分と、もう一方の骨の櫛（関節環状面）を受けるくぼみ（橈骨切痕？）があるので、橈臂骨＝尺骨、直臂骨＝橈骨であるようにも考えられる。いずれにせよ、鈴木文太郎が1905年に著した『解剖学名彙』でradius = 橈骨の用語が統一された。
なお、大槻玄沢は『重訂解体新書』で、ラテン語を直訳して「梃骨（ていこつ）」（梃＝棒）と訳した。